# فلفلة (جزيرة)
فُلْفُلَة (بالمالطية: Filfla، وهي كلمة ذات أصل عربي) جُزَيْرَة مالطية صغيرة غير مأهولة، تبعد 5 كم جنوب جزيرة مالطة. تبلغ مساحتها 5 هآ.

### مواضيع ذات علاقة
- فليفلة.